# Resolució 1790 del Consell de Seguretat de les Nacions Unides
La Resolució 1790 del Consell de Seguretat de les Nacions Unides fou adoptada per unanimitat el 18 de desembre de 2007, estenent el mandat de la Força Multinacional Iraq fins al 31 de desembre de 2008. El mandat va ser establert el 2004 per la Resolució 1546 i prorrogada prèviament per les resolucions 1637 i 1723.
La resolució va ser sol·licitada pel primer ministre iraquià, Nouri al-Maliki, qui va dir que aquesta seria l'última extensió, pendent de les converses formals que permetrien substituir el mandat de l'ONU el 2008 per un nou pacte entre els Estats Units i l'Iraq sobre la presència a llarg termini de les forces estatunidenques. Tanmateix, el parlament iraquià no va ser consultat quant a l'extensió del mandat, malgrat haver aprovat una resolució vinculant el juny del 2007 afirmant que qualsevol ampliació requeriria l'aprovació del Parlament. Això va conduir a una audiència davant la Comissió d'Afers Exteriors de la Cambra dels Representants dels Estats Units a debatre sobre la renovació.
Aquesta va ser l'última resolució de l'ONU que autoritza la força multinacional a l'Iraq. L'U.S.–Iraq Status of Forces Agreement és àmpliament vist com a successor del mandat.